# 小行星8003
小行星8003（英語：8003 Kelvin）是一颗围绕太阳公转的小行星。1987年9月1日，艾瑞克·怀特·埃尔斯特在拉西拉天文台发现了此天体。
这颗小行星的绝对星等为287.31424等。